# Алохтон
Алохтон (од грчких речи 'allo' = други, and 'chthon' = земља), или алохтони блок, у структурној геологији представља велики блок стене који је померен са свог оригиналног положаја, дуж реверсног раседа са малим падним углом. Алохтон који је изолован од остатка стенске масе која је такође кретана, назива се тектонска клипа. Ако се у оквиру алохтона налази шупљина, тако да се испод може видети аутохтона стенска маса, ова шупљина се назива тектонски прозор. 
У лимнологији, алохтони извори угљеника долазе из подручја која су изван акватичног система (као што су биљни или земљишни материјали). Извори угљеника у оквиру система, као што су алге, су аутохтони. У речним токовима или малим језерима, алохтони извори угљеника су доминантни, док у великим језерима и океанима доминирају аутохтони извори.